# Cantón de Plouagat
El cantón de Plouagat era una división administrativa francesa, que estaba situada en el departamento de Costas de Armor y la región de Bretaña.

## Composición
El cantón estaba formado por siete comunas:
- Bringolo
- Goudelin
- Lanrodec
- Plouagat
- Saint-Fiacre
- Saint-Jean-Kerdaniel
- Saint-Péver

## Supresión del cantón de Plouagat
En aplicación del Decreto nº 2014-150 de 13 de febrero de 2014, el cantón de Plouagat fue suprimido el 22 de marzo de 2015 y sus 7 comunas pasaron a formar parte; seis del nuevo cantón de Plélo y una del nuevo cantón de Guingamp.